# Grand Prix Belgie 2013
Grand Prix Belgie 2013 (oficiálně 2013 Formula 1 Shell Belgian Grand Prix) se jela na okruhu Circuit de Spa-Francorchamps ve Spa v Belgii dne 25. srpna 2013. Závod byl jedenáctým v pořadí v sezóně 2013 šampionátu Formule 1.

## Kvalifikace
| Poř.                       | No. | Jezdec              | Konstruktér          | Časy v kvalifikaci | Časy v kvalifikaci | Časy v kvalifikaci | Pořadí na startu |
| Poř.                       | No. | Jezdec              | Konstruktér          | Q1                 | Q2                 | Q3                 | Pořadí na startu |
| -------------------------- | --- | ------------------- | -------------------- | ------------------ | ------------------ | ------------------ | ---------------- |
| 1                          | 10  | Lewis Hamilton      | Mercedes             | 2:00.368           | 1:49.067           | 2:01.012           | 1                |
| 2                          | 1   | Sebastian Vettel    | Red Bull-Renault     | 2:01.863           | 1:48.646           | 2:01.200           | 2                |
| 3                          | 2   | Mark Webber         | Red Bull-Renault     | 2:01.597           | 1:48.641           | 2:01.325           | 3                |
| 4                          | 9   | Nico Rosberg        | Mercedes             | 2:01.099           | 1:48.552           | 2:02.251           | 4                |
| 5                          | 14  | Paul di Resta       | Force India-Mercedes | 2:02.338           | 1:48.925           | 2:02.332           | 5                |
| 6                          | 5   | Jenson Button       | McLaren-Mercedes     | 2:01.301           | 1:48.641           | 2:03.075           | 6                |
| 7                          | 8   | Romain Grosjean     | Lotus-Renault        | 2:02.476           | 1:48.649           | 2:03.081           | 7                |
| 8                          | 7   | Kimi Räikkönen      | Lotus-Renault        | 2:01.151           | 1:48.296           | 2:03.390           | 8                |
| 9                          | 3   | Fernando Alonso     | Ferrari              | 2:00.190           | 1:48.309           | 2:03.482           | 9                |
| 10                         | 4   | Felipe Massa        | Ferrari              | 2:01.462           | 1:49.020           | 2:04.059           | 10               |
| 11                         | 11  | Nico Hülkenberg     | Sauber-Ferrari       | 2:01.712           | 1:49.088           |                    | 11               |
| 12                         | 15  | Adrian Sutil        | Force India-Mercedes | 2:02.749           | 1:49.103           |                    | 12               |
| 13                         | 6   | Sergio Pérez        | McLaren-Mercedes     | 2:02.425           | 1:49.304           |                    | 13               |
| 14                         | 21  | Giedo van der Garde | Caterham-Renault     | 2:00.564           | 1:52.036           |                    | 14               |
| 15                         | 22  | Jules Bianchi       | Marussia-Cosworth    | 2:02.110           | 1:52.563           |                    | 15               |
| 16                         | 23  | Max Chilton         | Marussia-Cosworth    | 2:02.948           | 1:52.762           |                    | 16               |
| 17                         | 16  | Pastor Maldonado    | Williams-Renault     | 2:03.072           |                    |                    | 17               |
| 18                         | 18  | Jean-Éric Vergne    | Toro Rosso-Ferrari   | 2:03.300           |                    |                    | 18               |
| 19                         | 19  | Daniel Ricciardo    | Toro Rosso-Ferrari   | 2:03.317           |                    |                    | 19               |
| 20                         | 17  | Valtteri Bottas     | Williams-Renault     | 2:03.432           |                    |                    | 20               |
| 21                         | 12  | Esteban Gutiérrez   | Sauber-Ferrari       | 2:04.324           |                    |                    | 21               |
| 22                         | 20  | Charles Pic         | Caterham-Renault     | 2:07.384           |                    |                    | 22               |
| 107% času vítěze: 2:08.603 |     |                     |                      |                    |                    |                    |                  |
| Zdroj:                     |     |                     |                      |                    |                    |                    |                  |

## Závod
| Poř.   | No. | Jezdec              | Konstruktér          | Počet kol | Čas/Odstoupení | Pořadí na startu | Body |
| ------ | --- | ------------------- | -------------------- | --------- | -------------- | ---------------- | ---- |
| 1      | 1   | Sebastian Vettel    | Red Bull-Renault     | 44        | 1:23:42.196    | 2                | 25   |
| 2      | 3   | Fernando Alonso     | Ferrari              | 44        | +16.869        | 9                | 18   |
| 3      | 10  | Lewis Hamilton      | Mercedes             | 44        | +27.734        | 1                | 15   |
| 4      | 9   | Nico Rosberg        | Mercedes             | 44        | +29.872        | 4                | 12   |
| 5      | 2   | Mark Webber         | Red Bull-Renault     | 44        | +33.845        | 3                | 10   |
| 6      | 5   | Jenson Button       | McLaren-Mercedes     | 44        | +40.794        | 6                | 8    |
| 7      | 4   | Felipe Massa        | Ferrari              | 44        | +53.922        | 10               | 6    |
| 8      | 8   | Romain Grosjean     | Lotus-Renault        | 44        | +55.846        | 7                | 4    |
| 9      | 15  | Adrian Sutil        | Force India-Mercedes | 44        | +1:09.547      | 12               | 2    |
| 10     | 19  | Daniel Ricciardo    | Toro Rosso-Ferrari   | 44        | +1:13.470      | 19               | 1    |
| 11     | 6   | Sergio Pérez        | McLaren-Mercedes     | 44        | +1:21.936      | 13               |      |
| 12     | 18  | Jean-Éric Vergne    | Toro Rosso-Ferrari   | 44        | +1:26.740      | 18               |      |
| 13     | 11  | Nico Hülkenberg     | Sauber-Ferrari       | 44        | +1:28.258      | 11               |      |
| 14     | 12  | Esteban Gutiérrez   | Sauber-Ferrari       | 44        | +1:40.436      | 21               |      |
| 15     | 17  | Valtteri Bottas     | Williams-Renault     | 44        | +1:47.456      | 20               |      |
| 16     | 21  | Giedo van der Garde | Caterham-Renault     | 43        | +1 kolo        | 14               |      |
| 17     | 16  | Pastor Maldonado    | Williams-Renault     | 43        | +1 kolo        | 17               |      |
| 18     | 22  | Jules Bianchi       | Marussia-Cosworth    | 43        | +1 kolo        | 15               |      |
| 19     | 23  | Max Chilton         | Marussia-Cosworth    | 42        | +2 kolo        | 16               |      |
| Ret    | 14  | Paul di Resta       | Force India–Mercedes | 26        | Nehoda         | 5                |      |
| Ret    | 7   | Kimi Räikkönen      | Lotus-Renault        | 25        | Brzdy          | 8                |      |
| Ret    | 20  | Charles Pic         | Caterham-Renault     | 8         | Tlak oleje     | 22               |      |
| Zdroj: |     |                     |                      |           |                |                  |      |

## Průběžné pořadí po závodě
Pohár jezdců
|   | Pořadí | Jezdec           | Body |
| - | ------ | ---------------- | ---- |
|   | 1      | Sebastian Vettel | 197  |
| 1 | 2      | Fernando Alonso  | 151  |
| 1 | 3      | Lewis Hamilton   | 139  |
| 2 | 4      | Kimi Räikkönen   | 134  |
|   | 5      | Mark Webber      | 115  |

Pohár konstruktérů
|   | Pořadí | Konstruktér      | Body |
| - | ------ | ---------------- | ---- |
|   | 1      | Red Bull-Renault | 312  |
|   | 2      | Mercedes         | 235  |
|   | 3      | Ferrari          | 218  |
|   | 4      | Lotus-Renault    | 187  |
| 1 | 5      | McLaren-Mercedes | 65   |